# Geszler Hermann

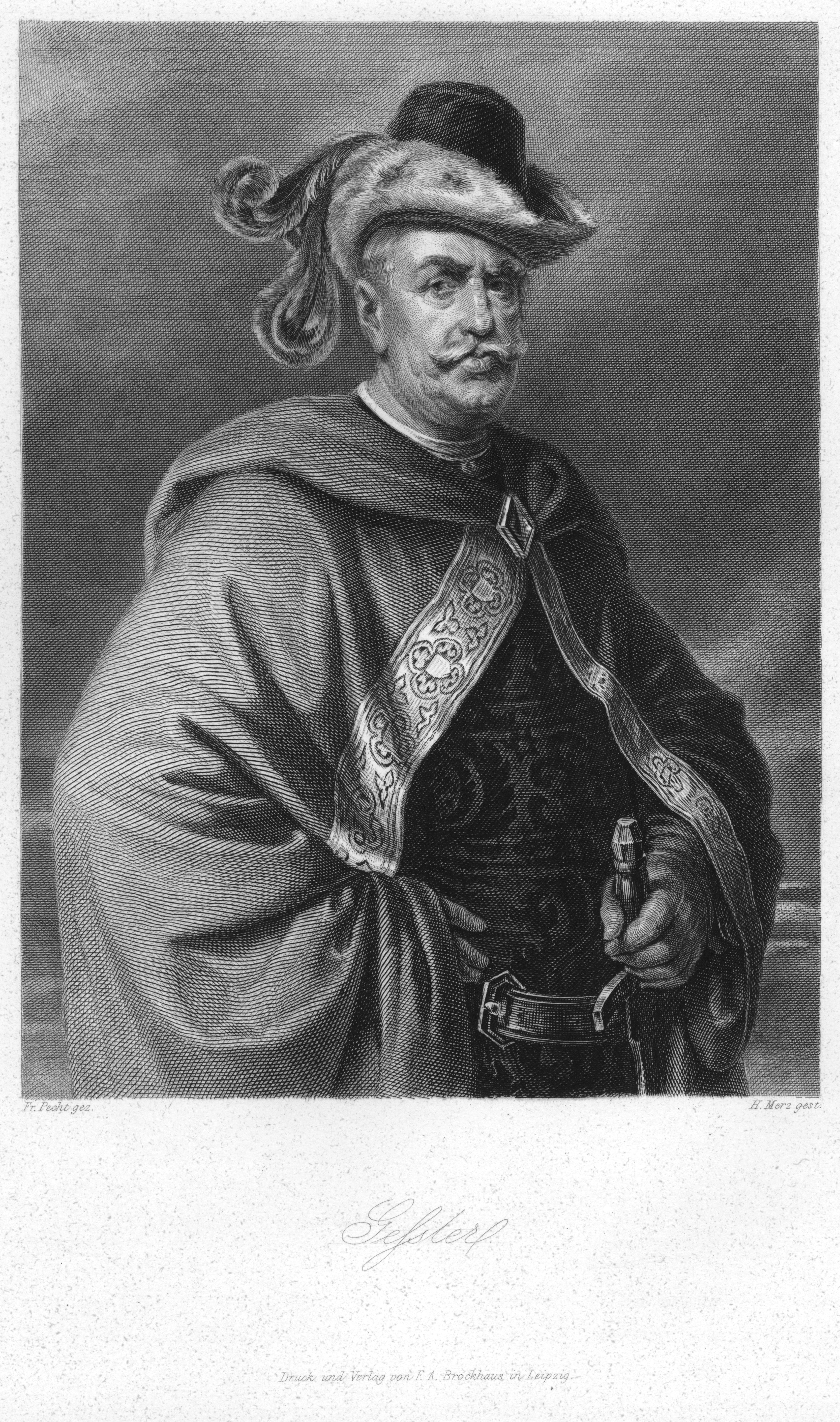
Friedrich Pecht: Gessler

Geszler Hermann, németül Hermann Gessler a mai Svájc területén lévő Schwyz és Uri kantonok 13. századi birodalmi helytartója, fiktív (kitalált) figura, képe a magyar kártya piros felső lapján szerepel.

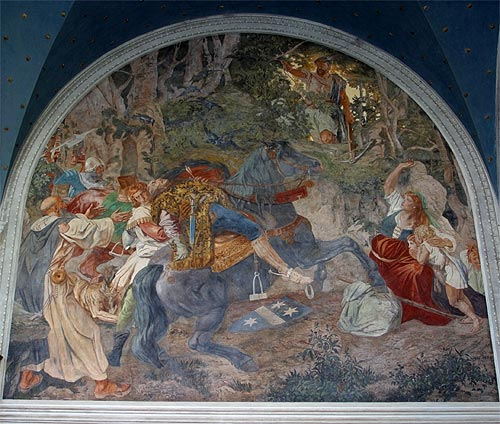
Gessler halála, freskó a Tell-kápolnában, a Luzerni-tónál

Tell Vilmos a legenda szerint az 1291. év előtt (a Rütli Szövetség éve) a Hohle Gasse nevű országúton, Küssnacht am Rigi város közelében a Habsburgok állami tisztviselője, Hermann Gessler ítéletére nyílpuskával fia fejéről lelőtt egy almát, miután Altdorfban nem volt hajlandó tisztelegni a despota helytartó póznára tűzött kalapja előtt.
Ha megsebeztem volna fiamat, 
 Ezt a nyilat beléd céloztam volna, 
És nem hibáztam volna, esküszöm.
Az 1470-ben megjelent sarneni Fehér könyv (Weisses Buch von Sarnen) szerint „...gesler / ward vogt ze Vre vnd ze Switz...” Ure és Switz bírája, egy másik krónika szerint Gissler néven, Seedorf grófja volt.
Vannak történelmileg hiteles személyek is, akiknek a neve Aargau kantonban a 13. század közepétől Gessler, Gesler, vagy Gisler. Volt egy hivatalnok család a Habsburgok szolgálatában a különböző földek, ingatlanok bérleti szerződéseit intézendő. Társadalmi felemelkedésük szorosan összefügg azzal, hogy a Habsburgok a helyi nemeseket a Szent Római Birodalom grófjaivá, hercegeivé, végül pedig, királyává emelték. 1319-ben Heinrich Gessler lovag lett, 1375-ben pedig a fia, Hermann, Habsburg-kincstárnok, valamint a helytartótanács feladatait gyakorló községi bíró, de nem Altdorfban (Uri kanton), hanem a Zürich kantonbeli Grüningen-kastélyban. Ez a Hermann Gessler lehetett névmintája a mondai figurának.
A legenda szerint a Gesslerek büszke emberek voltak, pávatollas, ezüst–kék sisakban pompáztak. Bár Grüningen területén elfogadottságuk elég jól sikerült, utóbb mégis előjöttek a konfliktusok. Egy zürichi polgárnak pl. sikkasztás miatt a szemét kitolták, a nyelvét kivágták, Hermann Gessler ítélete alapján.
Szóval ez a családnév egyfajta szitoknévvé vált; aki csak Gessler volt, most gazember, ellenség, a Habsburg-dinasztia kezének meghosszabbítása lett. Mint 1470-ben, a történet alapító krónikása írásában világosan kifejtette, hogy az erdővárosok ellen Gesslernek védelmi ütközőfunkciója volt a Habsburg zsarnokok és a helyi lakosság között.
Schwyz és Uri helytartói között nem fedezhető fel Gessler nevű. Egy feljegyzés szerint: „I. Johann Gessler a helytartó fia, akit »Gessler a páva« néven is emlegettek, Meyenberg ura, akinek az apja Ulrich Gessler lovag volt, az osztrák Lipót herceg szállásmestere, amikor a Habsburgok serege megsemmisítő vereséget szenvedett. 1315. november 15-én a morgarteni csata során esett el, Ägerisee Talban. Apja I. Ulrich Gessler (Ulrich von Meggen, vagyis Volricus) 1224-ben Wigwill Aargauban született, és 1289 októberében, a küßnachti kolostorral szemben halt meg.”'

## Fordítás
Ez a szócikk részben vagy egészben  a   Hermann Gessler című német Wikipédia-szócikk ezen változatának fordításán alapul.  Az eredeti cikk szerkesztőit annak laptörténete sorolja fel. Ez a jelzés csupán a megfogalmazás eredetét és a szerzői jogokat jelzi, nem szolgál a cikkben szereplő információk forrásmegjelöléseként.